# Sky (singel Sonique)
Sky – drugi singel brytyjskiej wokalistki i DJ-a Sonique pochodzący z debiutanckiego albumu Hear My Cry. Singel został wydany w czerwcu 2000 w Wielkiej Brytanii i we wrześniu w Stanach Zjednoczonych. Utwór dotarł do drugiego miejsca na UK Singles Chart i do pierwszego w Rumunii.

## Teledysk
Głównym elementem teledysku jest basen, który pokryty jest taflą zielonego nieba. Para zakochanych wchodzi do niego, po czym dziewczyna znika pod powierzchnią tafli. Trafia do miejsca, w którym wszyscy tańczą, a Sonique ubrana w złotą suknię jest inicjatorką zabawy. Chłopak, który pozostał na powierzchni, zanurkował, po czym zaczął szukać ukochanej. Kiedy ją znalazł, wyszli z basenu. Następnie przeszli na parking, gdzie kochali się na masce samochodu. Jak się okazało, był to wóz Sonique. 

## Lista utworów
UK enhanced CD single
1. "Sky" (radio edit)
2. "Sky" (Sharam Jey remix)
3. "Sky" (The Conductor & The Cowboy remix)
4. "Sky" (video)

UK 12-inch single
A1. "Sky" (The Conductor & The Cowboy remix)
B1. "Sky" (Sharam Jey remix)
B2. "Sky" (album version)
UK cassette single
1. "Sky" (radio edit)
2. "Sky" (Sharam Jey remix)
3. "Sky" (The Conductor & The Cowboy remix)

European CD single
1. "Sky" (radio edit) – 3:59
2. "It Feels So Good" (radio edit) – 3:49

European maxi-CD single
1. "Sky" (radio edit) – 3:59
2. "Sky" (Sonique remix) – 6:25

Australian CD single
1. "Sky" (radio edit) – 3:59
2. "Sky" (Sonique remix) – 6:25
3. "Sky" (The Conductor & The Cowboy remix) – 8:13
4. "Sky" (Sharam Jey remix) – 7:40

## Pozycje na listach przebojów
| Notowanie (2000)                                      | Pozycja |
| ----------------------------------------------------- | ------- |
| Europa (Eurochart Hot 100)                            | 15      |
| Grecja (IFPI)                                         | 3       |
| Węgry (Mahasz)                                        | 2       |
| Islandia (Íslenski Listinn Topp 40)                   | 23      |
| Irlandia (IRMA)                                       | 6       |
| Portugalia (AFP)                                      | 5       |
| Romania (Romanian Top 100)                            | 1       |
| Stany Zjednoczone Hot Dance Singles Sales (Billboard) | 40      |